# Neue Presse (Hannover)
Die Neue Presse (NP) ist eine Tageszeitung für Hannover und Umgebung. Sie ist die Nachfolgerin der sozialdemokratischen Zeitung Hannoversche Presse, die wiederum Nachfolgerin des Volkswillen war, und der Hannoverschen Rundschau. Die NP erscheint in der Madsack Mediengruppe (deren größte Kommanditistin ein Medienbeteiligungsunternehmen der SPD ist), die noch weitere Tageszeitungen und Wochenblätter in ganz Niedersachsen, Schleswig-Holstein, Mecklenburg-Vorpommern, Hessen, Sachsen und Brandenburg herausgibt.

## Beschreibung

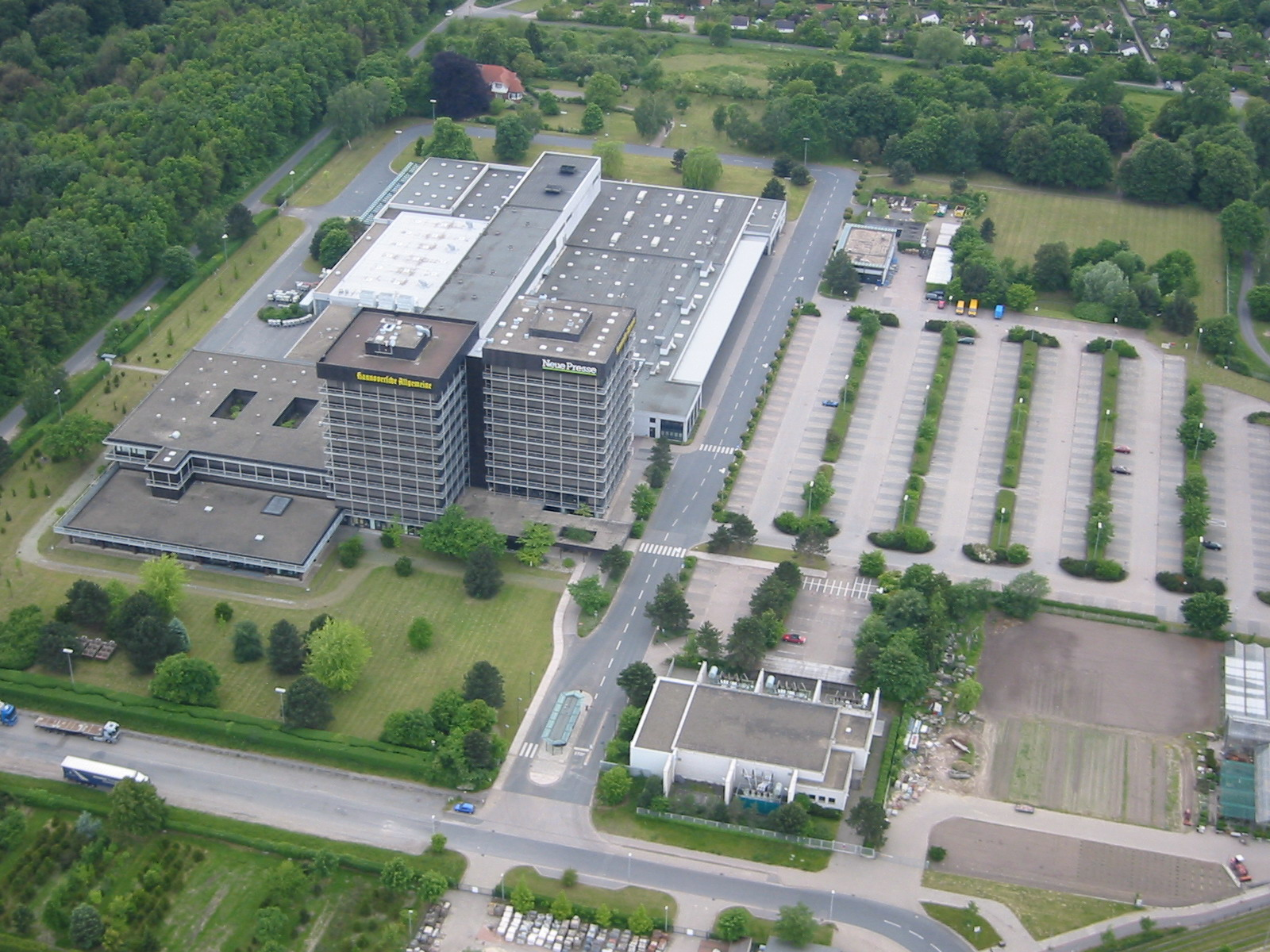
Madsack Verlagsgebäude August-Madsack-Straße in Hannover

Die Hannoversche Presse, aus der die Neue Hannoversche Presse (NHP) hervorging, war einst eine mit Kopfblättern bis nach Göttingen und Hann. Münden verbreitete Zeitung im Eigentum der SPD. Seit 1975 hält der Madsack-Verlag 100 % der Anteile an der Zeitung, die SPD ist über ihre Mediengruppe dd_vg noch mit 23,1 % am Madsack-Konzern beteiligt. 1978 erhielt die Zeitung als Neue Presse ein neues Profil, um sich von der Hannoverschen Allgemeinen Zeitung, dem Marktführer und Flaggschiff des Madsack-Konzerns, zu unterscheiden.
Die NP ist weder eine Boulevardzeitung noch eine bürgerliche Tageszeitung. Die Artikel sind meist kürzer und in emotionaler, etwas einfacherer Sprache geschrieben als bei der bürgerlichen Schwesterzeitung HAZ. Es gibt große Schlagzeilen und zahlreiche Bilder, die aber weniger reißerisch als bei Boulevardmedien sind. Die Berichte zu Politik, Kultur und Wirtschaft sind knapp; der Sportteil ist ähnlich ausführlich wie bei einer Boulevardzeitung. NP und HAZ haben einen gemeinsamen Anzeigenteil. Anzeigen werden meist synchron in beiden Ausgaben gedruckt. Die NP hat eine eigene Vollredaktion.
Chefredakteur der Neuen Presse ist seit 2021 Carsten Bergmann. Vorher war Bodo Krüger Chefredakteur, er folgte Harald John nachfolgte. John war seit Juli 2007 Chefredakteur des Blattes gewesen, wechselte 2013 als Chefredakteur in das Berliner Büro der Madsack Mediengruppe und war von 2014 bis 2015 Mitglied der Chefredaktion des RedaktionsNetzwerks Deutschland (RND).
Für ihre Serien aus den Stadtteilen und lokalen Wirtschaft gewann die Redaktion mit den Deutschen Lokaljournalistenpreis der Konrad-Adenauer-Stiftung 2009 und 2010. Für vorbildliche Gestaltung wurde die Neue Presse mehrfach mit dem European Newspaper Award ausgezeichnet.
In der Region Hannover ist der Madsack-Konzern auf dem Gebiet der lokalen Zeitungen fast konkurrenzlos, da auch die zwei größten Anzeigenblätter zum Verlag gehören. Nur in Springe erscheint noch die unabhängige Neue Deister-Zeitung. Wegen der Beteiligung der SPD am größten Medienkonzern Niedersachsens bezweifeln CDU-nahe Kreise manchmal, dass die Berichterstattung von NP und HAZ politisch unabhängig ist. Eine Einflussnahme der Partei ist allerdings nie bekannt geworden.
Außerhalb des Stadtgebietes liegen den Gesamtauflagen von NP und HAZ in der gesamten Region täglich sogenannte Heimatzeitungen bei. Diese berichten ausschließlich über Städte und Gemeinden außerhalb Hannovers in der Region. Es gibt sechs Ausgaben, die um die Kernstadt bestimmte Gebiete abdecken. Es besteht ein Austausch zwischen den Redaktionen der Hauptblätter und diesen Heimatzeitungen, um Dubletten zu vermeiden. Die Heimatzeitungen erscheinen im Tabloid-Format. Im Stadtgebiet wird stattdessen einmal pro Woche der Stadt-Anzeiger (als Ausgaben Nord, Ost, Süd und West) beigelegt, der das Geschehen in den einzelnen Stadtteilen beleuchtet.
Sowohl für jede der sechs Heimatzeitungen als auch für den Stadt-Anzeiger arbeiten eigene Vollredaktionen. Ein Erwerb ist jeweils nur im Verbund mit NP und HAZ möglich, zudem nur in den Gebieten, die die Zeitungen abdecken. So sind die Heimatzeitungen nicht in der Kernstadt und der Stadt-Anzeiger nicht im Umland erhältlich.
Die Auflage der NP liegt täglich bei etwa 29.895, die der HAZ bei rund 89.000 Exemplaren.